# Кирххајмболанден
Кирххајмболанден (њем. Kirchheimbolanden) град је у њемачкој савезној држави Рајна-Палатинат. Једно је од 81 општинског средишта округа Донерсберг. Према процјени из 2010. у граду је живјело 7.843 становника. Посједује регионалну шифру (AGS) 7333039.

## Географски и демографски подаци
Кирххајмболанден се налази у савезној држави Рајна-Палатинат у округу Донерсберг. Град се налази на надморској висини од 263 метра. Површина општине износи 26,4 km². У самом граду је, према процјени из 2010. године, живјело 7.843 становника. Просјечна густина становништва износи 298 становника/km².

## Међународна сарадња
| Мјесто | Држава    | Врста сарадње | Од    |
| ------ | --------- | ------------- | ----- |
| Ритен  | Италија   | партнерство   | 1966. |
|        | Француска | партнерство   | 1971. |
| Извор  |           |               |       |